# Fang (alchimiste)
Pour les articles homonymes, voir Fang.
Fang (en chinois 方) est une scientifique et alchimiste chinoise qui vécut au Ier siècle av. J.-C., sous la dynastie Han. Elle est la première femme alchimiste enregistrée en Chine.
Elle n'est connue que sous son nom de famille, Fang. Élevée dans une famille savante et experte dans les arts alchimiques, elle étudia l'alchimie avec l'une des épouses de l'empereur Han Wudi et eut ainsi accès aux plus hautes sphères de la société. Le mari de Fang était Cheng Wei (chinois simplifié 程伟 ; chinois traditionnel 程偉),. Elle accomplissait des exploits que son mari ne pouvait pas réaliser,.
On attribue à Fang la découverte de la méthode permettant de transformer le mercure en argent. On pense qu'elle aurait pu utiliser la technique chimique d'extraction de l'argent des minerais à l'aide de mercure, où des résidus d'argent pur sont laissés par le mercure bouilli.
Fang est finalement devenu folle et s'est suicidée. Les détails de la vie de Fang ont été enregistrés par l'auteur et alchimiste Ge Hong.